# Станко Бадрљица
Станко Бадрљица (Сента, 1805 — Сента, 1/9 1876) био је народни добротвор.
У родном месту је завршио основну школу на српском и на мађарском језику, а затим трговачку академију у Суботици.
Бавио се трговином и економијом у свом родном мјесту. Српском Народном Позоришту у Новом Саду оставио је 15.000 форинти. 